# 加利福尼亞長鰭蝠魚
加利福尼亞長鰭蝠魚（學名：Dibranchus hystrix），為輻鰭魚綱鮟鱇目棘茄魚亞目棘茄魚科的其中一種，分布於東太平洋的加拉巴哥群島至加利福尼亞灣海域，屬深海底棲性魚類，棲息深度914-2323公尺，體長可達12.5公分，棲息在底層水域，生活習性不明。

## 扩展阅读
維基物種上的相關：加利福尼亞長鰭蝠魚